# کیلر فارم (نیومکزیکو)
کیلر فارم، نیو مکزیکو (به انگلیسی: Keeler Farm) یک منطقهٔ مسکونی در ایالات متحده آمریکا است که در شهرستان لونا، نیومکزیکو واقع شده‌است. کیلر فارم ۱٬۳۰۵ نفر جمعیت دارد و ۱٬۳۴۱٫۱۴ متر بالاتر از سطح دریا واقع شده‌است.